# Cootje Horst
Jacoba Gerda (Cootje) Horst-van Mourik Broekman (Montreux, 23 september 1920 – Leersum, 21 februari 1992) was een Nederlands schilderes en tekenares.

## Leven en werk
Horst werd geboren in Zwitserland als dochter van Gerrit Hendrik van Mourik Broekman, civiel ingenieur en hoogleraar in de waterbouwkunde en Jacoba Josina Maria Beijerman. Haar vader was een niet onverdienstelijk amateurschilder, haar zus Lidi Buma-van Mourik Broekman werd beeldhouwster en haar jongere zus Marta Admiraal werd pianiste. Ze trouwde in 1942 met de arts R. Horst.
Ze studeerde aan de Haagse Academie van Beeldende Kunsten, als leerling van Henk Meijer, Han van Dam en Willem Jacob Rozendaal en de Academie voor Schone Kunsten van Brussel. Horst maakte interieurs, landschappen, portretten en stillevens in aquarel of pastel. In 1950 ontving ze de Koninklijke Prijs voor Vrije Schilderkunst. Ze exposeerde in Nederland en Frankrijk, onder meer in een duo-expositie met Nora van der Flier in 1978 bij de Pulchri Studio.
Horst overleed op 71-jarige leeftijd. Ze liet een oeuvre van zo'n 400 werken na.